# Palais Holnstein
Le palais Holnstein,, (en allemand : Palais Holnstein) est un bâtiment historique baroque de Munich, en Bavière, résidence de l’archevêque de Munich et de Freising depuis 1818. 

## Histoire

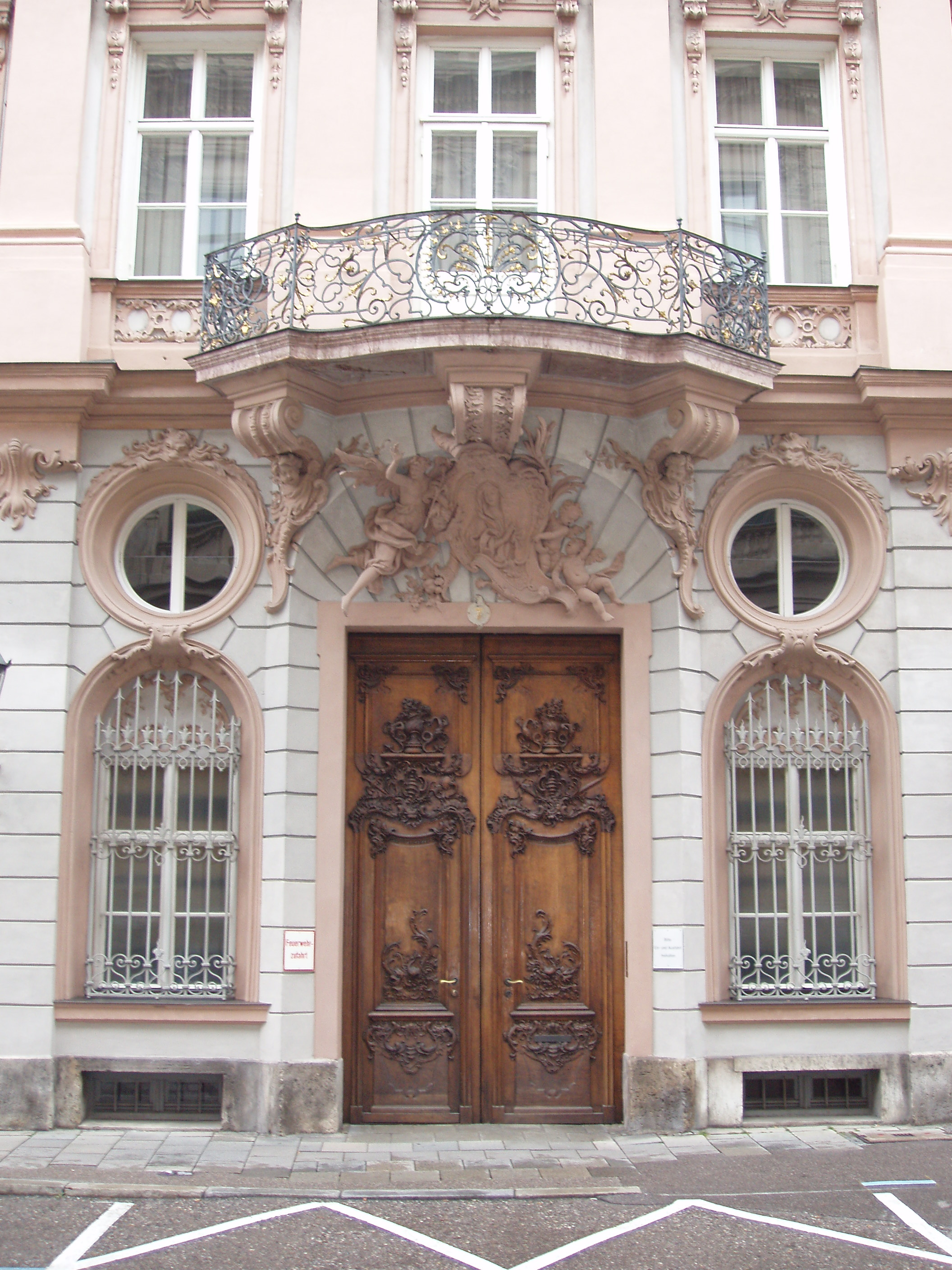
Portail du Palais Holnstein

L'architecte François de Cuvilliés a construit le manoir entre 1733 et 1737 pour Sophie Caroline von Ingenheim, comtesse Holnstein, maîtresse de Charles VII, empereur du Saint-Empire. C'est aujourd'hui le meilleur exemple de palais de style rococo de Munich, car le Palais Piosasque de Non, moins conventionnel, a été détruit pendant la Seconde Guerre mondiale.  Le palais Holnstein est conçu comme un bâtiment à quatre ailes autour d’une cour.  La bâtisse avant était utilisée à des fins représentatives, tandis que l'arrière du bâtiment protégeait l'intimité du comte. Le bâtiment est le seul palais noble de Munich à avoir conservé son plan d'origine. La façade rococo rose et de nombreux intérieurs ont été conservés dans leur état d'origine. 
La décoration intérieure a été réalisée par Johann Baptist Zimmermann. Seule l'élégante façade peut être inspectée puisque le palais est fermé au public. 
De 1977 à 1982, le palais Holnstein a été la résidence de l’archevêque Joseph Cardinal Ratzinger (futur pape Benoît XVI), qui s’y est rendu également lors de sa visite en septembre 2006. L'archevêque actuel de Munich, Reinhard Marx, habite dans trois salles du palais. 6,5 des 8,7 millions d'euros de coûts de rénovation (= 75%) du palais ont été payés par l'État libre de Bavière en 2013. 